# 棕脊蛇
棕脊蛇（学名：Achalinus rufescens）为游蛇科脊蛇属的爬行动物。分布于越南以及中国大陆的浙江、福建、江西、广东、香港、海南、广西、贵州、陕西等地，生活习性为穴居。其一般栖息于平原、丘陵及山区。其生存的海拔范围为370至1500米。该物种的模式产地在香港。

## 保护
本种于2023年被收录入《有重要生态、科学、社会价值的陆生野生动物名录》。